# Weisz Ármin (orvos)
Weisz Ármin, névváltozata: Weiss (Hódmezővásárhely, 1888. augusztus 27. – Budapest, 1933. július 27.) főorvos, röntgenológus.

## Életpályája
Weisz Herman kereskedő és Vogel Leonóra fiaként született. Középiskolai tanulmányait a Hódmezővásárhelyi Református Főgimnáziumban végezte, ahol 1907 júniusában jeles eredménnyel érettségi vizsgát tett. Tanulmányait a Budapesti Tudományegyetem Orvostudományi Karán folytatta. Orvosi oklevének megszerzése után a Jendrassik Ernő által vezetett II. sz. Belgyógyászati Klinikán dolgozott. 1919. január 1-jén egy évre segédorvossá nevezték ki, majd 1919. március 17-én a néptanács megválasztotta közkórházi alorvosi állásra. A Tanácsköztársaság bukása után fegyelmi eljárást indították ellene és felfüggesztették alorvosi állásából. 1920-ban elfogadta Benedict Henrik ajánlatát és a Pesti Izraelita Hitközség Kórházának és a Bródy Zsigmond és Adél Gyermekkórház Röntgenintézetének vezető főorvosa lett.
Orvostudományi értekezései szakfolyóiratokban jelentek meg.
Felesége Schubert Anna (1899–1947) volt, akivel 1930. március 9-én Budapesten kötött házasságot.
A Kozma utcai izraelita temetőben helyezték nyugalomra. Temetésén megjelentek a Pesti Izraelita Hitközség elöljáróságának tagjai és az orvostársadalom számos képviselője. A hitközség nevében Rosenák Miksa mondott gyászbeszédet, míg a Pesti Izraelita Hitközség Kórházai nevében Acél Dezső méltatta munkásságát. A Röntgen Társulat nevében Révész Vidor főorvos, a munkatársakéban Leopold Margit búcsúzott.

## Művei
- A traumás neurosisról. (Orvosi Hetilap, 1918, 10.)
- Adatok a központi idegrendszer influenzás megbetegedéséhez. (Orvosi Hetilap, 1920, 7.)
- A fiatalkor néhány csontbetegségéről. (Gyógyászat, 1926, 6.)